# Nokia 6110
Nokia 6110 – telefon komórkowy fińskiej firmy Nokia. Produkowany w latach 1997–2001. Pierwszy telefon Nokii posiadający ikony menu oraz port podczerwieni.
Występował w kilku wariantach w zależności od regionu sprzedaży (6120, 6160, 6185, 6190)

## Funkcje
- Zegarek
- Alarm
- Kalkulator
- Organizer
- Kalendarz
- praca jako pager